# Обертальний фазовий перехід
Обертальний фазовий перехід (рос. вращательный фазовый переход, англ. rotator phase transition) — перехід від повністю орієнтованих кристалів глобулярних чи квазісферичних молекул до кристалів, що зберігають трансляційний порядок, але проявляють динамічний орієнтаційний безпорядок. Такі кристали є звичайно механічно м'якими (пластична форма).